# نظريات مؤامرة رحلة تي دبليو إيه رقم 800
تشير بيانات رحلة تي دبليو إيه رقم 800، المادية والمُلاحظَة، وغير الموجودة في التقارير الرسمية إلى أن حادث تحطم رحلة خطوط عبر العالم الجوية رقم 800 يعود إلى أسباب أخرى غير التي حددها المجلس الوطني لسلامة النقل. وجد المجلس الوطني لسلامة النقل أن السبب المحتمل لحادث تحطم رحلة تي دبليو إيه رقم 800 هو انفجار أبخرة الوقود والهواء القابلة للاشتعال في خزان وقود، نتيجة تماس كهربائي على الأرجح. يفترض تفسير بديل أن التحطم كان بسبب انحراف تجربة صاروخ تابع للبحرية الأمريكية عن مسارها. في 19 يونيو 2013، قدم فيلم وثائقي أدلة على أن التحقيق الحكومي في الحادث كان تسترًا على الحقائق وترأس العناوين الإخبارية بتصريحات ستة أعضاء من فريق التحقيق الأصلي، والمتقاعدين حاليًا، ممن تقدموا بطلب لإعادة التحقيق بالقضية. لم تقدم أسباب أخرى محتملة أدلة تدعمها، كقذيفة صاروخية إرهابية أو قنبلة على متن الطائرة.

## معلومات أساسية
كانت رحلة تي دبليو إيه رقم 800، على متن طائرة بوينغ 747-131، رحلة ركاب دولية مقررة من مدينة نيويورك إلى روما في إيطاليا، مع محطة توقف في باريس في فرنسا. نحو الساعة 20:31 بالتوقيت الشرقي، في 17 يوليو 1996، وبعد نحو 12 دقيقة من الإقلاع من مطار جون إف كينيدي الدولي، انفجرت الطائرة ثم سقطت في للمحيط الأطلسي بالقرب من شرق موريشيوس، نيويورك. لم يُعثر على ناجين من بين الركاب وطاقم الطائرة البالغ عددهم 230 راكبًا، مما جعل رحلة تي دبليو إيه رقم 800 ثاني أعنف حادث طائرة في تاريخ الولايات المتحدة آنذاك.
في الوقت الذي وصل فيه المحققون من المجلس الوطني لسلامة النقل إلى الموقع في اليوم التالي، رأى العديد من شهود الحادث «شعاعًا من الضوء» الذي وُصف في الغالب بأنه متصاعد، ومنتقل إلى نقطة حيث ظهرت كرة نارية ضخمة. حظيت تقارير الشهود باهتمام عام كبير وأشارت الكثير من التكهنات بأن شعاع الضوء الذي أُبلغ عنه كان مصدره صاروخ أصاب طائرة تي دبليو إيه 800، مما تسبب في انفجار الطائرة. بناءً على ذلك، بدأ مكتب التحقيقات الفيدرالي تحقيقًا جنائيًا متزامنًا مع التحقيق في الحادث الذي أجراه المجلس الوطني لسلامة النقل. 

## البحث والإنقاذ
عُثر على قطع من حطام الطائرة وهي تطفو فوق سطح المحيط الأطلسي وتحته على بعد نحو ثمانية أميال جنوب شرق موريشيوس في نيويورك. عُثر على الحطام الرئيسي متفرقًا في قاع المحيط في منطقة بطول 4 أميال وعرض 3 أميال ونصف تقريبًا. في أحد أكبر عمليات الإنقاذ المُنفذّة على الإطلاق بمساعدة الغواصين، جرى نهاية المطاف استرداد أكثر من 95 % من حطام الطائرة. نُقل الحطام المستخرج على متن مركب إلى الشاطئ ثم بواسطة شاحنة إلى حظيرة طائرات مستأجرة في منشأة طائرات غرومان السابقة في كالفرتون، نيويورك، لتخزين الحطام وفحصه وترميمه.

### البقايا المتفجرة
عند استرداد الحطام، أشارت الفحوصات الأولية إلى وجود بقايا متفجرة على ثلاث عينات من المواد من ثلاثة مواقع متفرقة لحطام الطائرة المُسترد (وصفها مكتب التحقيقات الفيدرالي بأنها قطعة من مواد تشبه القماش وقطعتين من اللوحات الأرضية). عُرضت هذه العينات على مختبر مكتب التحقيقات الفيدرالي في العاصمة واشنطن، والذي حدد احتواء أحد العينات على آثار مركب ثلاثي نتريت الأمين ثلاثي الميثيلين الحلقي (آر دي إكس)، واحتواء أخرى على النيتروغليسرين، والثالثة على مزيج من الآر دي إكس ورباعي نترات خماسي ايريثريتول (بيتين)، وحظيت هذه النتائج باهتمام إعلامي كبير في ذلك الوقت. بينما اعتبر محققون من مكتب التحقيق الفيدرالي هذه الاختبارات الإيجابية مؤشرًا قويًا على فعل إجرامي، كان المجلس الوطني لسلامة النقل أكثر حذرًا، مشيرًا إلى انعدام وجود أي نمط من سمات الانفجار على الحطام المستخرج.